# Мулино (присілок, Нижньогородська область)
Мулино (рос. Мулино) — присілок в Володарському районі Нижньогородської області Російської Федерації.
Населення становить 91 особу. Входить до складу муніципального утворення Мулинська сільрада.

## Історія
Від 2009 року входить до складу муніципального утворення Мулинська сільрада.

## Населення
| 1859 | 1905 | 1926 | 1999 | 2002 | 2010 |
| ---- | ---- | ---- | ---- | ---- | ---- |
| 343  | ↗497 | ↗722 | ↘140 | ↘139 | ↘91  |